# السنبلاوين (المنيا)
قرية السنبلاوين  هي إحدي القرى التابعة لمركز أبو قرقاص بمحافظة المنيا في جمهورية مصر العربية. حسب إحصاءات سنة 2006، بلغ إجمالي السكان في السنبلاوين 2272 نسمة، منهم 1160 رجل و1112 امرأة.